# Prostyń (gromada)
Prostyń – dawna gromada, czyli najmniejsza jednostka podziału terytorialnego Polskiej Rzeczypospolitej Ludowej w latach 1954–1972.
Gromady, z gromadzkimi radami narodowymi (GRN) jako organami władzy najniższego stopnia na wsi, funkcjonowały od reformy reorganizującej administrację wiejską przeprowadzonej jesienią 1954 do momentu ich zniesienia z dniem 1 stycznia 1973, tym samym wypierając organizację gminną w latach 1954–1972.
Gromadę Prostyń z siedzibą GRN w Prostyni utworzono – jako jedną z 8759 gromad – w powiecie węgrowskim w woj. warszawskim, na mocy uchwały nr VI/10/22/54 WRN w Warszawie z dnia 5 października 1954. W skład jednostki weszły obszary dotychczasowych gromad Grądy, Kiełczew, Prostyń, Poniatowo, Treblinka i Złotki (z wyłączeniem kolonii Cegielnia) ze zniesionej gminy Prostyń w powiecie węgrowskim oraz obszar dotychczasowej gromady Borowe ze zniesionej gminy Orło w powiecie ostrowskim (woj. warszawskie). Dla gromady ustalono 27 członków gromadzkiej rady narodowej.
29 lutego 1956 do gromady Prostyń przyłączono kolonię Boreczek z gromady Rytele Olechny w powiecie sokołowskim.
1 stycznia 1969 do gromady Prostyń włączono wieś Orzełek i kolonię Złotki ze zniesionej gromady Kołodziąż w tymże powiecie.
Gromada przetrwała do końca 1972 roku, czyli do kolejnej reformy gminnej.